# Lynne Marie Stewart
Pour les articles homonymes, voir Stewart.
Lynne Marie Stewart est une actrice américaine née le 14 décembre 1946 à Los Angeles (Californie) et morte le 21 février 2025.

## Biographie
Lynne Marie Stewart est née à Los Angeles en Californie le 14 décembre 1946. Elle est membre de The Groundlings dans les années 1970 et y a rencontré Paul Reubens et Phil Hartman la plus belle femme du monde des marionnettes. Elle a créé le rôle dans le spectacle de 1981 The Pee-wee Herman Show, le continuant dans l'émission de télévision de CBS Pee-wee's Playhouse, la reprise sur scène de 2010 à Los Angeles et la production de Broadway qui a ouvert en novembre 2010 au Stephen Sondheim Theatre. 
Lynne Marie Stewart est décédée le 21 février 2025 à l'âge de 78 ans.

## Filmographie

### Cinéma
- 1971 : Vas-y, fonce : la cheerleader
- 1973 : American Graffiti : Bobbie
- 1973 : Your Three Minutes Are Up : Ibis Lady
- 1975 : Embrassons-nous
- 1976 : Tunnel Vision : Marie
- 1977 : Jamais je ne t'ai promis un jardin de roses : membres des Sisters
- 1977 : Cracking Up : Kiamoka Wang
- 1978 : Loose Shoes : la responsable du budget
- 1980 : The Last Married Couple in America : la réceptionniste
- 1982 : Pandemonium : l'hôtesse de l'air
- 1982 : Docteurs in love : Thatcher
- 1984 : Weekend Pass : Sookie Lane
- 1985 : Pee-Wee Big Adventure : la mère supérieure
- 1986 : Les Enfants du silence : le présentateur
- 1986 : Jumpin' Jack Flash : Karen
- 1987 : Running Man : Edith Wiggins
- 1987 : Prof d'enfer pour un été : une étudiante
- 1988 : Moving : Mme Seeger
- 1988 : Big Top Pee-Wee : Zelda, la femme à barbe
- 1988 : Elvira, maîtresse des ténèbres : la barmaid
- 1988 : Rain Man
- 1991 : Payback : le dispatcheur
- 1992 : À chacun sa loi (en) : une policière
- 1994 : Danger immédiat : la secrétaire de Greer
- 1994 : Jumeaux jumeaux : la femme sans-abri
- 1994 : The Crazysitter : la vagabonde
- 1996 : Dunston : Panique au palace : la femme concombre
- 1999 : Valerie Flake : Tante Gloria
- 1999 : Une histoire d'initiation : Guinevere : l'infirmière
- 1999 : Silicon Towers : la propriétaire terrienne
- 2002 : Plus jamais : une serveuse
- 2003 : Beethoven et le Trésor perdu : Rose Carter
- 2004 : 50 Ways to Leave Your Lover : Roberta
- 2006 : La Ferme en folie : voix additionnelles
- 2011 : Mes meilleures amies : la mère de Lillian
- 2013 : Sparks : la grand-mère de Sparks
- 2013 : We've Got Balls : Grand-mère Jean
- 2016 : Other People : Livia
- 2016 : Hickey : Shirley
- 2016 : Pee-wee's Big Holiday : Jimmy
- 2016 : Izzie's Way Home : Clara
- 2016 : Batman : Le Retour des justiciers masqués : Tante Harriet
- 2017 : Batman vs. Double-Face : Tante Harriet

### Télévision
- 1973 : Temperatures Rising
- 1974 : Sur la piste du crime
- 1975-1977 : MASH : plusieurs personnages
- 1976 : Hawaii 5-0 : une détective
- 1977 : Quincy : une infirmière
- 1977 : Alice : une femme
- 1977-1983 : Laverne and Shirley : Barbara Tedesco et autres personnages
- 1978 : America 2-Night : Mary Marie Clark
- 1978 : Husbands, Wives and Lovers : Joy Bellini
- 1979 : Chips : Nancy
- 1981 : The Pee-wee Herman Show : Miss Yvonne
- 1981 : The Richie Rich/Scooby-Doo Hour : plusieurs personnages
- 1982 : Mork and Mindy : Shirley Feeney
- 1982 : Au fil des jours : l'agent immobilière
- 1983 : The Jeffersons : Lucille
- 1983-1985 : Les Enquêtes de Remington Steele : la réceptionniste et Teller
- 1984 : Dynastie : une serveuse
- 1986-1990 : Pee-wee's Playhouse : Miss Yvonne
- 1988 : Superman, l'Ange de Metropolis : Jessica Morganberry
- 1988 : Scooby-Doo : Agence Toutou Risques : voix additionnelles
- 1989 : TV 101 : la réceptionniste
- 1989 : On the Television : plusieurs rôles
- 1990 : Les Craquantes : sœur Anne
- 1991 : La Maison en folie : la secrétaire
- 1992 : Dans la chaleur de la nuit : une femme sur un banc
- 1992 : Batman : Violet
- 1992 : La Voix du silence : Eugenia Petz
- 1993 : Family Dog : voix additionnelles
- 1995 : Super Zéro : Mona Lisa
- 1995 : Les Monstres : Mme Gaufre
- 1995-1996 : Night Stand : plusieurs personnages
- 1996 : Dream On : Dr Esther
- 1996-1997 : Life with Louie : Kitty Grunewald
- 1997 : Caroline in the City : Tante Pat
- 1997 : Les Incroyables Pouvoirs d'Alex : infirmière Bean
- 1997 : Presque parfaite : Gladys
- 1998 : The Brian Benben Show : Janet
- 1999 : Les Pirates de la Silicon Valley : la secrétaire de Bill
- 2000-2002 : Son of the Beach : Ellen et Binaka
- 2001 : Spin City : la femme à l'adoption
- 2003 : According to Jim : sœur Eileen
- 2004 : Arrested Development : Joyce
- 2005 : Grey's Anatomy : une infirmière
- 2005 : Larry et son nombril : une infirmière de la natalité
- 2005-2018 : Philadelphia : la mère de Charlie et Bonnie Kelly
- 2006 : Ma grand-mère est riche : l'infirmière en chef
- 2011 : The Pee-wee Herman Show on Broadway : Miss Yvonne
- 2012 : Austin et Ally : Miss Suzy
- 2012 : Bonne chance Charlie : la grand-mère
- 2013-2016 : 2 Broke Girls : June et Svetlana
- 2013-2016 : Comedy Bang! Bang! : Barbara Aukerman
- 2015 : Clinical Trials : Sookie Lane
- 2016-2019 : Mike Tyson Mysteries : sœur Agnès et Barb Kleffman
- 2020 : AJ and the Queen : Florence